# Монастир Святого Хреста (Коїмбра)
Монасти́р Свято́го Хреста́ (порт. Mosteiro de Santa Cruz) — колишній католицький монастир в Португалії, в місті Коїмбра, парафії Санта-Круш. Належав монахам-августинцям Ордену регулярних каноніків Святого Хреста. Офіційно відкритий 1132 року за межами Коїмбри з дозволу португальського короля Афонсу І та єпископа Коїмбрського. Заснований спільнотою ченців під проводом святого Теотонія, першого пріора обителі. Названий на честь Святого (Животворного) Хреста. Будівництво монастиря тривало з 28 червня 1131 року по 22 лютого 1132 року. У часи Реконкісти був важливим політично-культурним центром Португалії, що відправляв місіонерів до нових земель, відвойованих у мусульман. У середньовіччі мав численні привілеї від Святого Престолу та Португальської корони — велике землеволодіння, численні благодійні заклади, церкви, школи, велику бібліотеку (сучасна Муніципальна бібліотека Порту). До постання Коїмбрського університету грав роль центрального освітньо-культурного центру країни. Первісно збудований у романському стилі; після 1507 року капітально перебудований і розширений у мануелському пізньоготичному стилі за наказом короля Мануела І. Перестав діяти як монастир 1834 року внаслідок розпуску чернечих орденів у Португалії; перейшов у власність держави, втратив усі землеволодіння та привілеї. Головний храм монастиря — це́рква Свято́го Хреста́ (порт. Igreja de Santa Cruz), збудована між 1132—1223 роками. Вона передана державою Коїмбрській діоцезії у тимчасове користування, діє як чинний католицький храм цієї діоцезії. В монастирській церкві поховані перші португальські королі — Афонсу І та його син Саншу І, перший пріор монастиря — святий Теотоній, та інші визначні діячі Португалії. Національна пам'ятка Португалії (1910), національний пантеон. Одна із найбільших і найважливіших португальських християнських обителей поряд із Алкобаським монастирем.

## Галерея

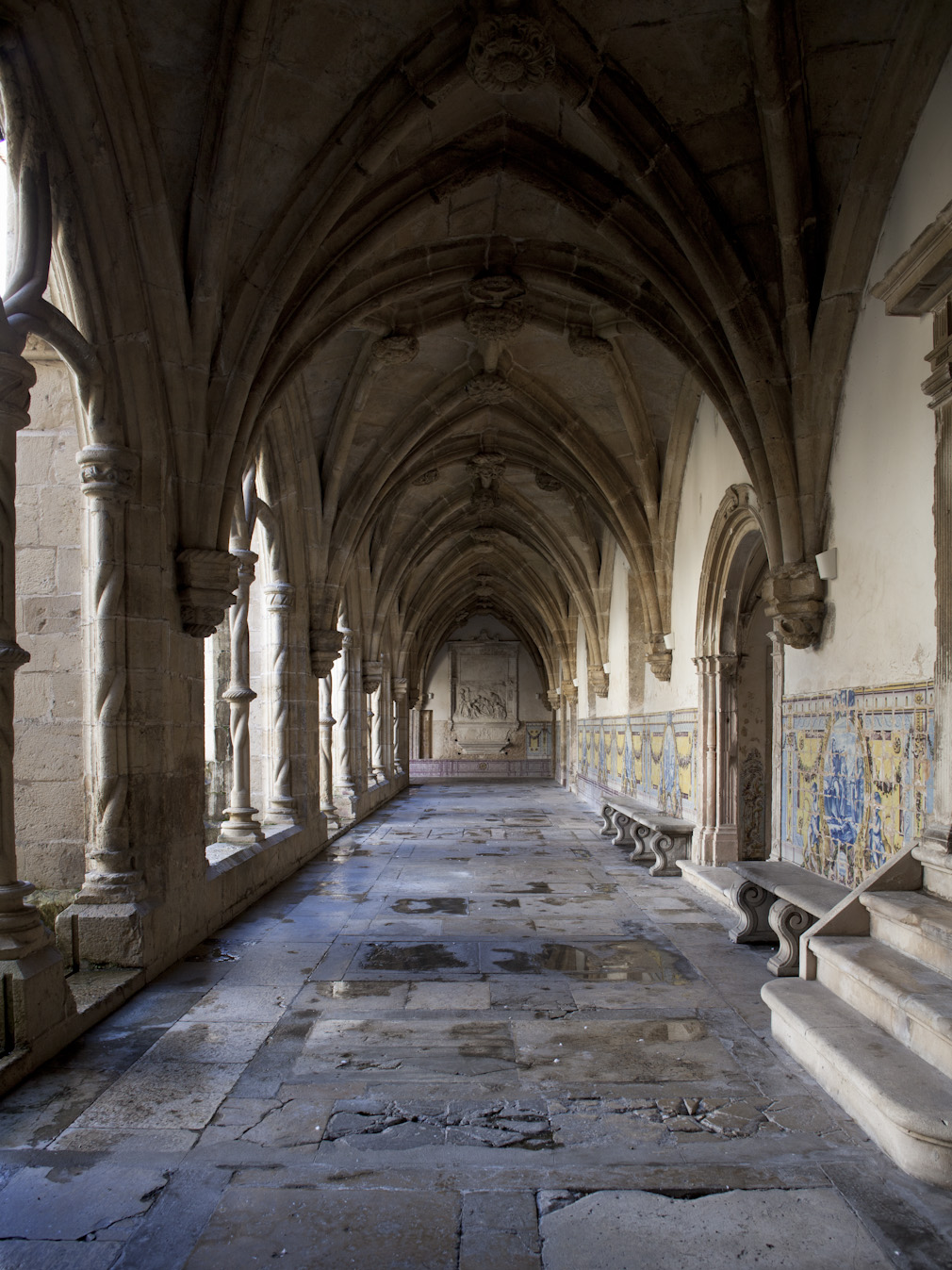
Галерея
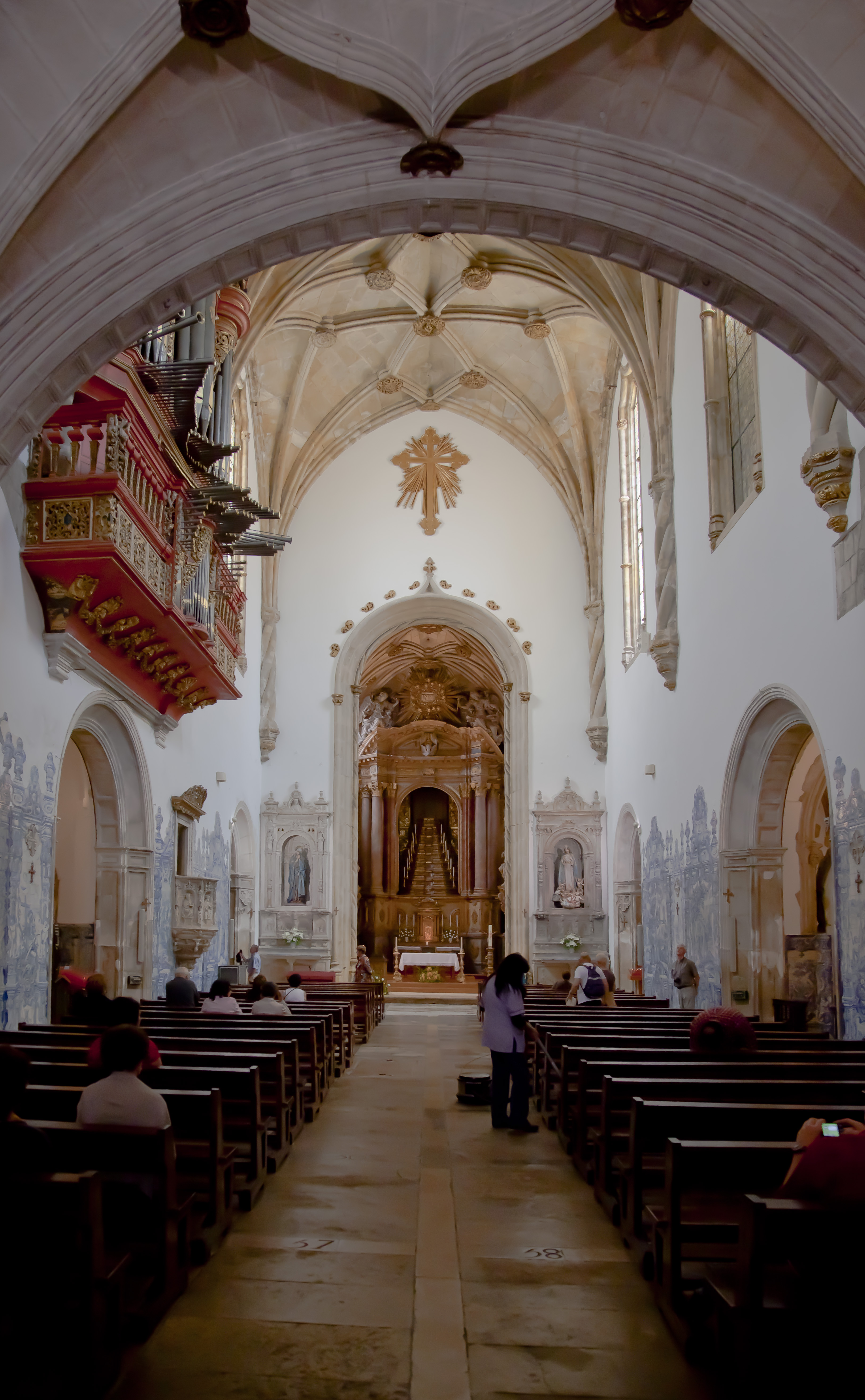
Інтер'єр церкви
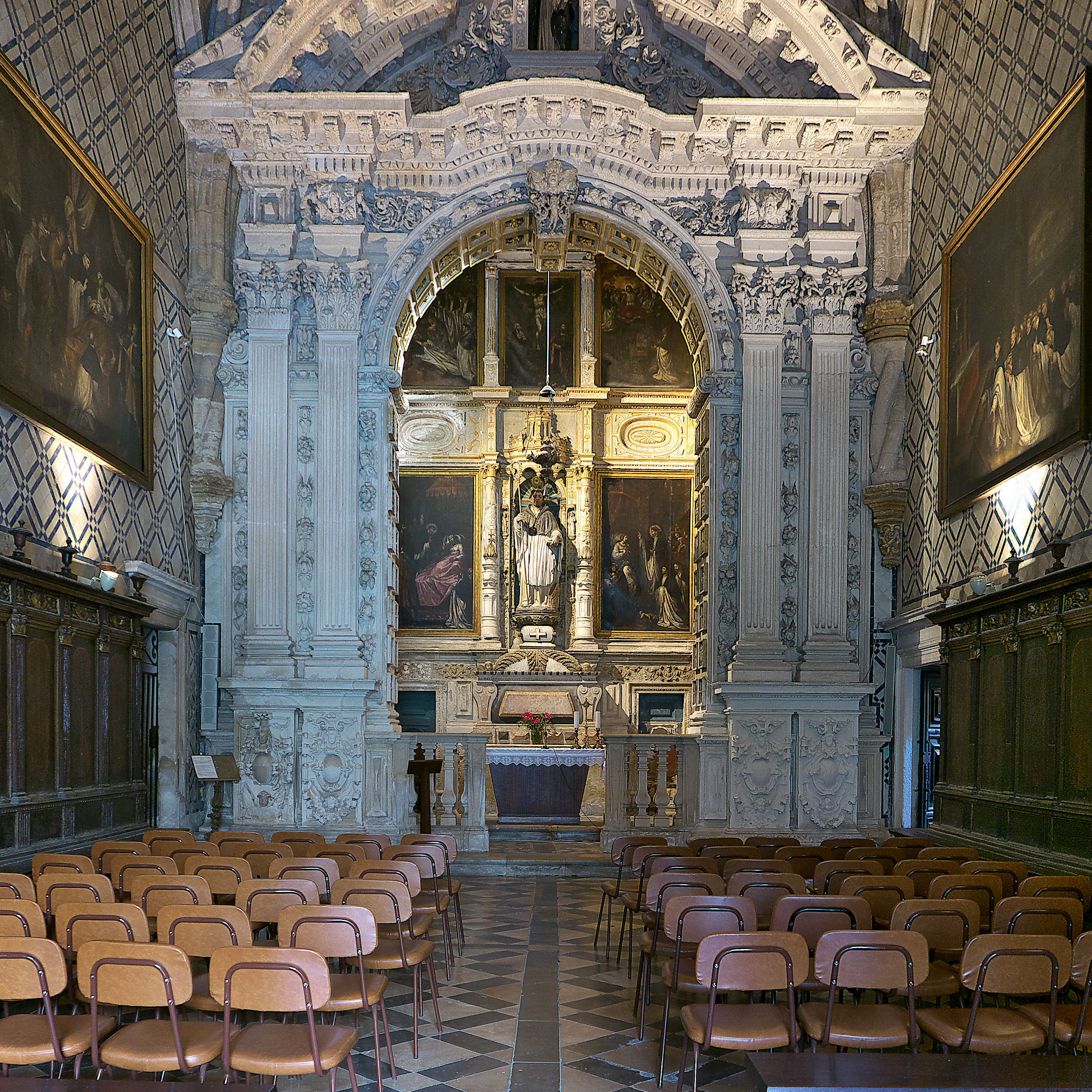
Каплиця Теотонія
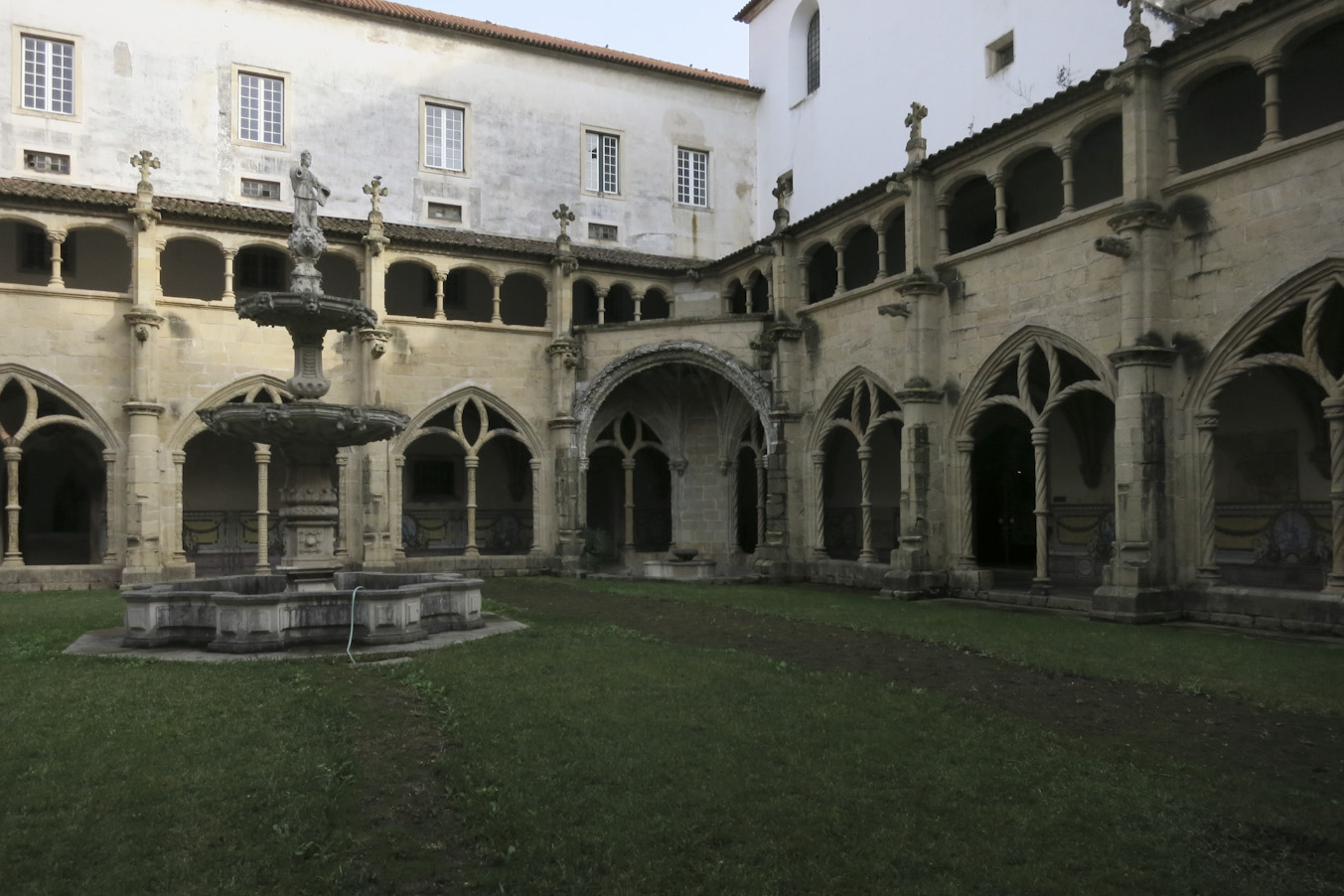
Клуатр
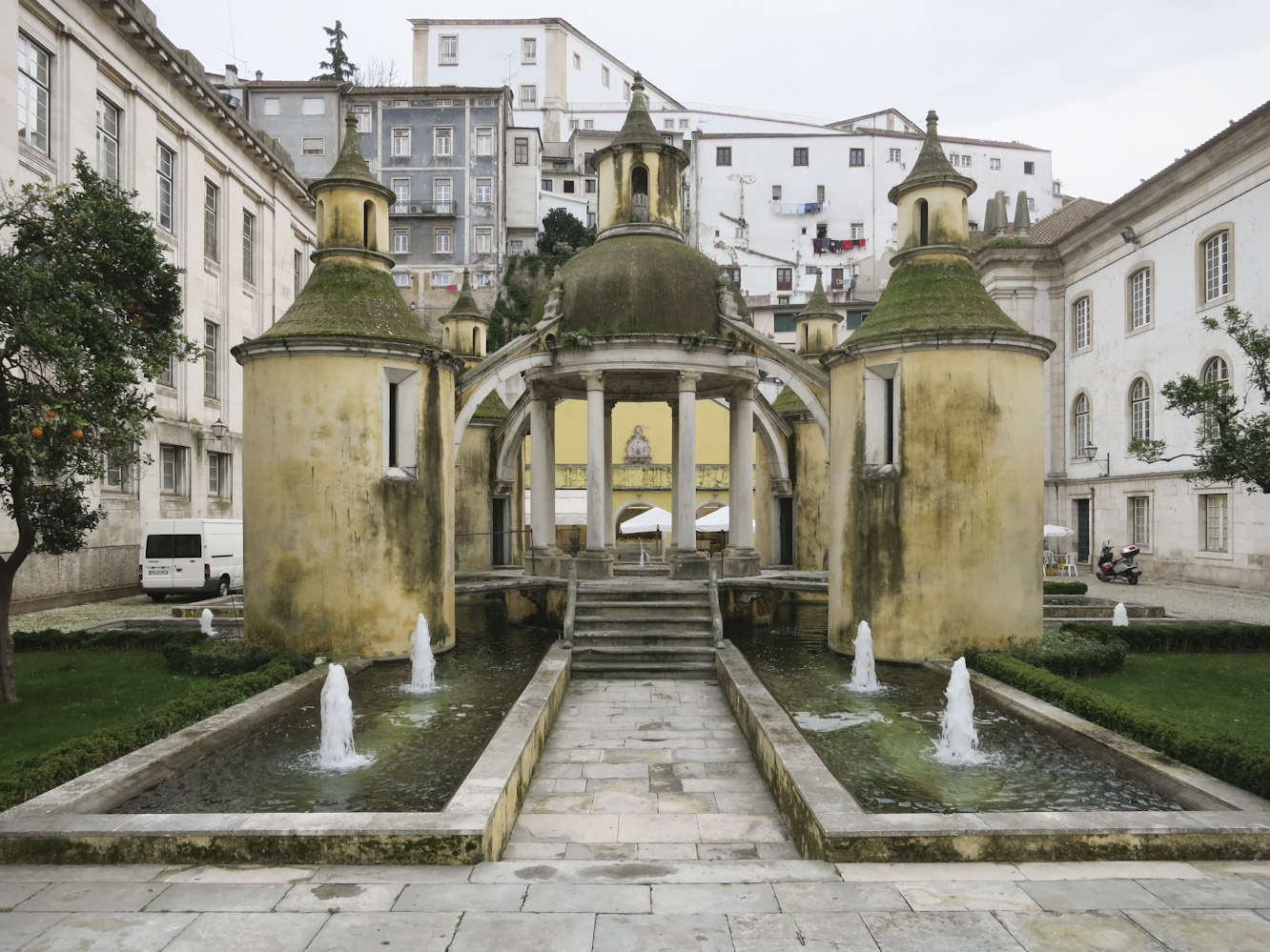
Клуатр

## Пріори
- 1132—1152: Теотоній
- ?—1540?: Афонсу, син короля Мануела І, брат Жуана III.
- 1540?—1542: Дуарте, португальський інфант, позашлюбний син короля Жуана III.

## Поховані
- Афонсу І, перший португальський король; його дружина, королева Матильда Савойська; їхня донька Санша.
- Саншу І, другий португальський король, та його дружина, королева Дульса Арагонська.
- Теотоній, перший пріор монастиря.